# Ракузин, Анатолий Евгеньевич
Анатолий Евгеньевич Ракузин (Нафтали Ракузин) (род. 1948, Москва) — российско-французский художник.

## Биография
Нафтали Ракузин родился в 1948 году в Москве, в семье книжного графика-иллюстратора.
В 1962—1964 учился в художественной студии под руководством Моисея Хозанова. В 1970 году закончил Московский полиграфический институт. Работал иллюстратором и дизайнером в Москве.
В 1974 году эмигрировал из СССР в Израиль. В 1982 году переехал в Париж, Франция.

## Премии
1980 — премия молодого художника имени Фейнингера, Иерусалим.

## Выставки

### Персональные выставки
- 2016 Музей А.Ахматовой, Санкт-Петербург (вместе с А.Райхштейном)
- 2014 Jane Roberts Fine Arts, Paris
- 2012 Jane Roberts Fine Arts, Paris
- 2011 Fresh Paint 4 Contemporary Art Fair, Тель-Авив, Израиль
- 2009 Sims Reed Gallery, London, Великобритания
- 2009 «Памятные виды / Cartes Postales», живопись, галерея pop/off/art, Москва
- 2009 «Памятные виды / Cartes Postales», графика, ОАО Сведбанк, Москва
- 2009 Sims Reed Gallery, Лондон, Великобритания
- 2008 «The Book of Art», галерея «Bineth», Тель-Авив, Израиль
- 2007 «The Nature of Still Life», Jane Roberts Fine Arts Galerie d’Art, Париж, Франция
- 2007 «Библиотека художника», галерея pop/off/art, Москва
- 2006 Галерея «Artspace», Иерусалим, Израиль
- 2005 Ассоциация Philomuses, Париж, Франция
- 2004 «Галерея Набоков», Париж, Франция
- 2003 Библиотека-галерея Art et Litterature, Париж, Франция
- 2002 Библиотека «Lardanchet», Париж, Франция
- 2001 Ассоциация Philomuses, Париж, Франция
- 2001 Галерея-библиотека Graphes, Париж, Франция
- 2000 Галерея «Artspace», Иерусалим, Израиль
- 2000 Центр искусства и культуры на улице Брока, Зал Раши, Париж, Франция
- 2000 Галерея «Офис в Тель-Авиве», Тель-Авив, Израиль
- 1999 Музей современного искусства, Хайфа, Израиль
- 1997 Галерея Dianne Beal, Вашингтон, США
- 1996 Галерея «Московская Палитра», Арт Манеж 96, Москва
- 1993 Галерея «Grewal-Marine S», Париж, Франция
- 1992 Галерея «Paesaggio», Хартфорд, Коннектикут, США
- 1988 Галерея «Schröder-Ebbers», Барсенбрюк, Германия
- 1984 Галерея «Fred Lanzenberg», Брюссель, Бельгия
- 1984 Галерея «James Mayor», Париж, Франция
- 1981 Библиотека "Sha’ar Zion. Beit-Ariela ", Тель-Авив, Израиль
- 1979 Галерея «Parkway Focus», Лондон, Великобритания
- 1978 Галерея " Rudolf Jüdes ", Бургдорф/ Ганновер, Германия
- 1977 Галерея "L’Angle aigu ", Брюссель, Бельгия
- 1976 Галерея «Avior», Тель-Авив, Израиль
- 1975 Дом художника, Иерусалим, Израиль

### Групповые выставки
- 2010 Born in the USSR, made in France, Париж, Франция
- 2009 Russian papers: Russian works on paper. Bleusquare Gallery, Париж, Франция
- 2008 «Власть Воды», Государственный Русский музей, Санкт-Петербург
- 2007 «Новый Ангеларий», ММСИ, Москва
- 2007 CIGE, 4-я международная ярмарка искусства в Китае, Галерея «Bineth», Пекин, Китай
- 2007 19-я ежегодная ярмарка произведений на бумаге в Нью-Йорке. Jane Roberts Fine Arts. Нью-Йорке, США
- 2006 «Мои парижские звезды», галерея «Bineth», куратор Ян Раухвергер, Тель-Авив, Израиль
- 2005 «Красота книги», Музей Израиля, Иерусалим, Израиль
- 2003 «Paris Lives, Russian Stories. Работы на бумаге». Посольство Франции, Вашингтон, США
- 2003 6-е всемирное триеннале эстампа маленького формата, Шамальер, Франция
- 2000 «Другое прочтение». Галерея в Кириат-Тивон, Израиль
- 1996 «Здесь и Там; Тогда и Теперь: Современные Художники из прежнего Советского Союза».
- Национальный еврейский Музей, Вашингтон, округ Колумбия, США
- 1995 «Двадцать лет Иерусалимской печатной студии», Музей Израиля, Иерусалим, Израиль
- 1994 28-я Международная выставка современного искусства, Монте-Карло, Монако
- 1994 Галерея «Vallois», Париж, Франция
- 1993 «Le Triomphe du trompe-l’œil», Большой дворец, Париж, Франция
- 1991 25-я Международная выставка современного искусства, Монте-Карло, Монако
- 1991 Галерея «Mann», Париж, Франция
- 1990 «Работы на бумаге», галерея «Vieille du Temple», Париж, Франция
- 1990 «От Шагала до Китая. Еврейский опыт в искусстве 20-го века», Художественная галерея «Barbican», Лондон, Великобритания
- 1988 «Художник смотрит в пейзаж», музей в замке, Бад Пирмонт, Германия
- 1988 «Пять русских в Тулузе», культурный центр «Аэроспасиаль», Тулуза, Франция
- 1985 Художественная ярмарка, галерея «James Mayor», Лондон, Великобритания
- 1984 «Груша и яблоко. Натюрморт», Художественный музей, Тель-Авив, Израиль
- 1983 «Современные гравюры», галерея «James Mayor», Париж, Франция
- 1982 Галерея «Sarah Gilat», Иерусалим, Израиль
- 1979 «20 лет независимого искусства в СССР», Музей города Бохума, Германия
- 1979 «Пейзаж в израильском искусстве», Художественный музей, Тель-Авив, Израиль
- 1979 Биеннале молодых художников, Музей современного искусства, Хайфа, Израиль
- 1979 30-я Франкфуртская книжная ярмарка, издательство «Рудольф Йюдес» (Бургдорф-Ганновер), Франкфурт, Германия
- 1975 «Художники-иммигранты», Дом художника, Иерусалим, Израиль
- 1975 Иерусалимская печатная студия, Иерусалим, Израиль
- 1971 Выставка книжной графики, ЦДХ, Москва
- 1969 Выставка книжной графики, ЦДХ, Москва

## Работы в собраниях
- Королевская библиотека Бельгии, Брюссель, Бельгия.
- Нью-Йоркская публичная библиотека, Нью-Йорк, США.
- Национальная библиотека, Париж, Франция.
- Музей Израиля, Иерусалим, Израиль.
- Музей современного искусства, Хайфа, Израиль.
- Художественный музей, Тель-Авив, Израиль.
- Университет штата Чикаго, Чикаго, США.
- Музей современного искусства, Нью-Йорк, США.
- Художественная ассоциация Рейна и Вестфалии, Дюссельдорф, Германия.
- Государственный центр современного искусства, Москва.

## Статьи
1. Филипп Плещунов. Окно, через которое открывается пейзаж
2. Константин Рылёв. В книжном магазине я чувствую себя импрессионистом на пленэреЧастный корреспондент
3. Эрик Булатов. О картинах Нафтали Ракузина (недоступная ссылка)
4. Дмитрий Бавильский. Книга — мое окно в мир… Взгляд